# رمین گانشرام
رمین گانشرام (انگلیسی: Ramin Ganeshram) (متولد ۲۱ ژوئن ۱۹۶۸) یک روزنامه‌نگار، سرآشپز و نویسنده کتاب آشپزی ایرانی-آمریکایی است که در مورد غذاهای آمریکایی و کارائیب و فرهنگ آشپزی می‌نویسد.
او به دلیل دانش تخصصی خود در مورد غذاهای ترینیداد و توباگو و به دلیل فعالیت در تاریخ غذا و تجربیات غذایی چند فرهنگ آمریکایی، شناخته شده‌است.

## سنین جوانی و تحصیل
گانشرام در نیویورک در یک پدر ترینیدادی و یک مادری ایرانی به دنیا آمد. او در دبیرستان استایوسنت شرکت کرد و مدرک کارشناسی ارشد روزنامه‌نگاری را از دانشگاه کلمبیا، در منهتن کسب کرد. بعداً در مؤسسه آموزش آشپزی در نیویورک آموزش دید، جایی که اوبه عنوان مربی آشپز کار کرده‌است. به مدت هشت سال گانشرام به عنوان نویسنده/استرینگر در بخش‌های منطقه ای نیویورک تایمز و هشت سال دیگر برای نیوزدی به عنوان یک نویسنده غذا ویژگی فعالیت داشت.

## حرفه
وی برای نشریات بسیاری به عنوان نویسنده و ویرایشگر نوشته‌است.
او کتابهای آشپزی وی شامل Sweet Hands: Island Cooking from Trinidad و Tobago (Hippocrene 2006;2nd Ed 2010) و The America I Am: Pass It Down Cookbook با جف هندرسون است.
او یکی از نویسندگان دانشنامه‌های غذاهای جهانی (گرین وود پرس ۲۰۱۰) و همکار مجله ژورنال غذا، فرهنگ و جامعه است.
کار او همچنین در چاپ دوم «دانشنامه غذایی و آشامیدنی آکسفورد» در آمریکا ظاهر می‌شود، که در سال ۲۰۱۴ برای جوایز کتاب IACP کوک معرفی شد و در ساوینینگ گاتهام نیز از انتشارات دانشگاه آکسفورد منتشر شد.
گانشرام به خاطر نویسندگی خود، هفت جایزه روزنامه‌نگاری و نامزدی انجمن بین‌المللی حرفه ای‌های آشپزی برت گرین نامزد روزنامه‌نگاری آشپزی دریافت کرده‌است.
کتاب آشپزی وی "FutureChefs: Recipes from Tomorrow's Cooks Across America and the World" برنده جایزه بین‌المللی کتاب آشپزی سال حرفه ای آشپزی سال ۲۰۱۵ در گروه کودک، جوانان و خانواده شد.
در ژانویه ۲۰۱۰، او مؤسسه خیریه غذا برای هائیتی را برای کمک به جمع‌آوری پول برای تلاش برنامه جهانی غذا سازمان ملل متحد احداث کرد.
او قبلاً در هیئت مدیره شرکت My City Kitchen مدیدن واقع در ایالت کنتیکت بود که در مورد غذا و آشپزی به بچه‌ها راهی برای القاء عادات سبک زندگی سالم ضمن افزایش اعتماد به نفس می‌آموخت. در حال حاضر، او رئیس ائتلاف دسترسی به مواد غذایی غیرانتفاعی مستقر در Fairfield County , CT است که برای ارتقاء عدالت غذایی در منطقه محلی تلاش می‌کند.
اولین اثر داستانی او در زمینه غذا، Stir It Up! نام داشت که بر روی یک سرآشپز نوجوان تمرکز دارد که در مسابقات مسابقه پخت‌وپز در فود نتورک شرکت می‌کند.

### جنجال
در ژانویه سال ۲۰۱۶، گانشرام، کتاب مصور کودکانی به نام " کیک تولدی برای واشینگتن"، دربارهٔ بردگی رئیس‌جمهور آمریکا، جورج واشینگتن که به دنبال مواد پخت کیک تولد برای صاحب خود هست، توسط اسکولاستیک منتشر شد. این کتاب مورد انتقاد شدیدی قرار گرفت و ۱۲ روز پس از انتشار، در ۱۷ ژانویه توسط ناشر جمع‌آوری شد.
ناشر دلیل این جمع‌آوری را احتمال ایجاد تصویری نادرست از واقعیت زندگی بردگان اعلام کرد.
گانشرام در مقاله ای با مجله گاردینز در پاسخ به این بحث گفت: داستان هرکول پیچیده‌است، اما دقیقاً به همین دلیل است که به ذهنم می‌رسد شایسته‌است که در کتاب‌ها برای کودکان و بزرگسالان گفته شود. ناگفته پیداست که یک بی عدالتی غیرقابل برگشت برای آنها انجام شده‌است، ما به آنها احترام را بدهکاریم و با صحبت کردن به جای اینکه ساکت باقی بمانیم باید عدالت را برای گفتن حقایق فردی خود، به ویژه به تجربیاتشان انجام دهیم. ”
در سال ۲۰۱۸، گانشرام کتاب The General's Cook را منتشر کرد، رمان او در ارتباط با کتاب قبلی او، کیک تولد واشینگتن منتشر شده‌است.
در تأیید رمان، نویسنده اظهارات عمومی و دفاع خود را در رابطه با اعتراضات و تلاش برای ترغیب ناشر به تغییر آنچه او را «ماهیت توهین آمیز» از تصاویر تصویر کتاب خوانده، تغییر داده‌است.